# 라시다 브라크니
라시다 브라크니(Rachida Brakni, 1977년 2월 15일 ~ )는 프랑스의 배우이다.

## 출연 작품
- 비지팅 아워스 (2016)
- 괴물들의시간 (2015)
- 체바 루이사 (2013)
- 힙 무브 (2011)
- 질 자콥: 칸느 영화제 대표 (2010, Gilles Jacob, l'arpenteur de la croisette)
- 국가적 사건 (2009)
- 뉘이의 어머니 (2009)
- 신의 사무실 (2008)
- 스케이트 오어 다이 (2008)
- 어느 날 갑자기 (2007)
- 우리는 존재하지 않아야 한다 (2006)
- 바라캇! (2006)
- 유럽에서의 하루 (2005)
- 잠자는 아이 (2004)
- 카오스 (2001)
- 천사들의 종착역 (2001)